# Місячний автомобіль

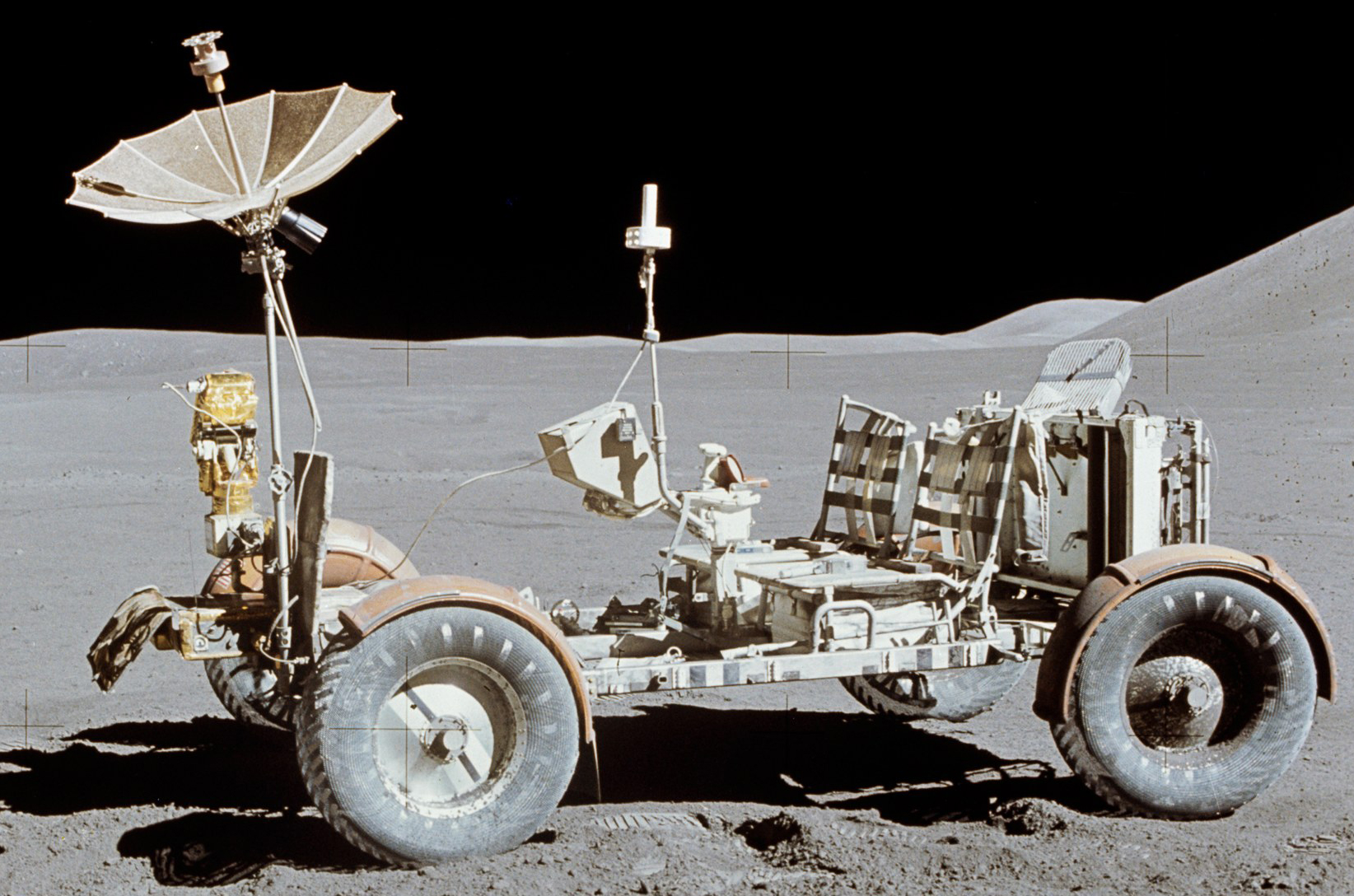
Місячний автомобіль, експедиція «Аполлон-15», 1971

Місячний автомобіль (місячний всюдихід, англ. lunar rover, від англ. lunar roving vehicle, абр. LRV; інколи місячний ровер) — чотириколісний транспортний планетохід для пересування людей по поверхні Місяця, що використовувався в ході останніх експедицій програми «Аполлон» — «Аполлон-15», «Аполлон-16» та «Аполлон-17» на початку 1970-х років.
Був двомісним електромобілем на двох неперезаряджуваних батареях. Керування електромобілем доручалося командирові екіпажу. За типом конструкції — це багі.

## Конструкція

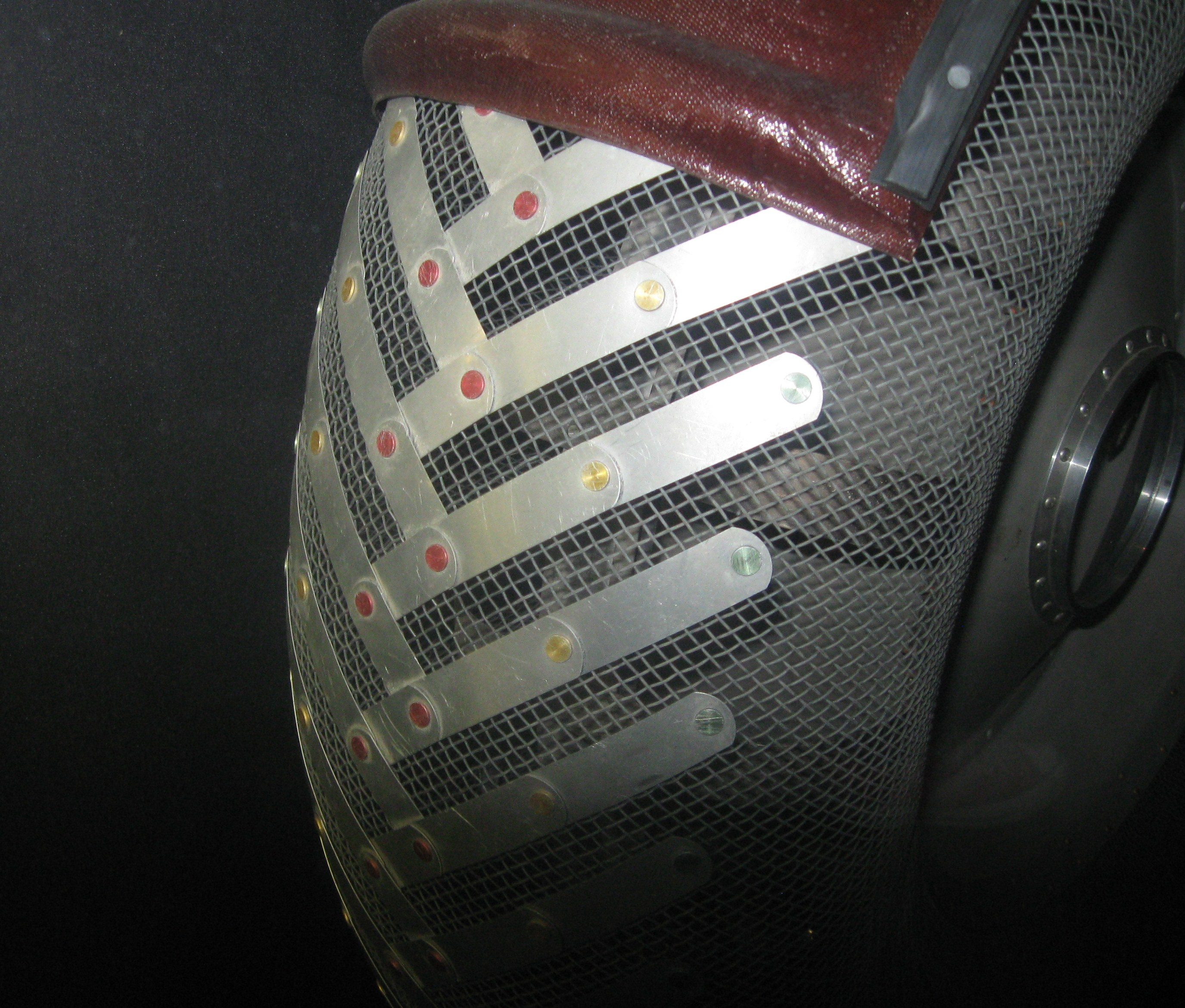
Колесо місячного автомобіля

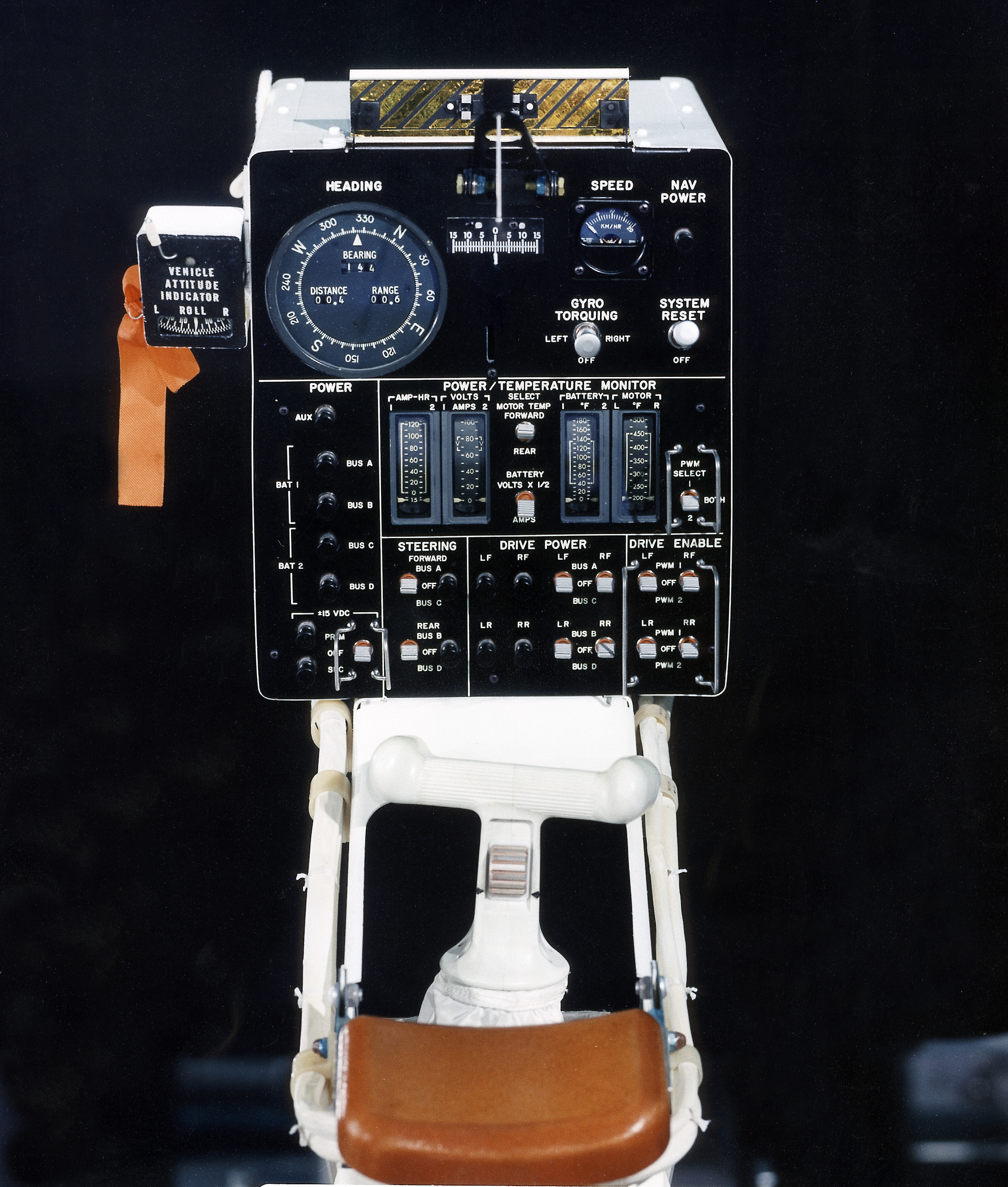
Панель приладів місячного автомобіля

Місячний автомобіль був обладнаний чотирма двигунами постійного струму (окремий двигун для кожного із коліс) виробництва Delco, кожний потужністю 0,25 к. с. (190 Вт) при обертах до 10 000 об/хв, передача через понижуючий хвильовий редуктор 80:1, а також — двома рульовими двигунами (по одному для передніх та задніх коліс). Джерело електроенергії — дві неперезаряджувані срібло-цинкові батареї напругою 36 вольт та ємністю 121 А·год. кожна. Конструкцією передбачалася можливість живлення від батарей електромобіля пристрою зв'язку або телекамери. Батареї та електроніка були оснащені системою пасивного охолодження.
Колеса були розроблені компанією General Motors. Конструкція колеса включала алюмінієвий диск і покришку діаметром 81 см та шириною 23 см. Покришка була виготовлена із плетеного стального дроту (волокон) товщиною 0,84 мм із цинковим покриттям. Близько 50 % від площі покришки займав спеціальний титановий протектор для надійного контакту з ґрунтом. Над колесами розташовувалися пилові щитки.
Місячний автомобіль мав масу 210 кг та вантажопідйомність в умовах місячної сили тяжіння 490 кг. Рама довжиною 3 м, із колісною базою 2,3 м була зварена з алюмінієвих труб (алюмінієвий сплав 2219). Рама складалася з трьох частин, скріплених шарнірами, завдяки чому вона складалася і під час польоту до Місяця була закріплена назовні місячного модуля у складеному вигляді. Машина опускалася на ґрунт двома астронавтами з допомогою блочно-тросової системи. Максимальна висота автомобіля становила 1,1 м. Кліренс із повним завантаженням — 35 см. Радіус розвороту — близько трьох метрів.
Керування машиною здійснювалося T-подібною рукояткою, розташованою між сидіннями. Подача ручки вперед — рух вперед; вліво-вправо — поворот; назад — гальмування, повністю назад — стоянкове гальмо.
На ручці розташований перемикач заднього ходу. Приладове обладнання було змонтоване на окремому щитку. Воно призначалося для показу швидкості, пройденої відстані, азимута руху (курсу), нахилу, запасу потужності батарей і температури.
Швидкість переміщення складала близько 8—10 км/год, хоча на окремих ділянках автомобіль міг розганятися до 16 км/год, і навіть ставити рекорд у 18 км/год, що, однак, створювало лише проблеми, оскільки сила тяжіння на Місяці у 6 разів менша земної, і, не дивлячись на повну завантаженість місячного всюдиходу, його відчутно підкидало на нерівностях ґрунту.
Навігація забезпечувалася гірокомпасом та одометром. Крім того, на панелі приладів було змонтовано простий пристрій для визначення азимута руху за тінню штиря-гномона. Враховуючи малу швидкість руху Сонця на місячному небі, точність приладу була цілком задовільною.
Місячний автомобіль був обладнаний власною системою радіо- і телевізійного зв'язку. В наявності була гостронаправлена сітчаста параболічна антена для прямого зв'язку із Землею, а також ненаправлена антена. На борту були встановлені кольорова телевізійна камера і 16-мм кінокамера, а також 70-мм фотокамера. Для них також був запас плівок у касетах.

## Використання

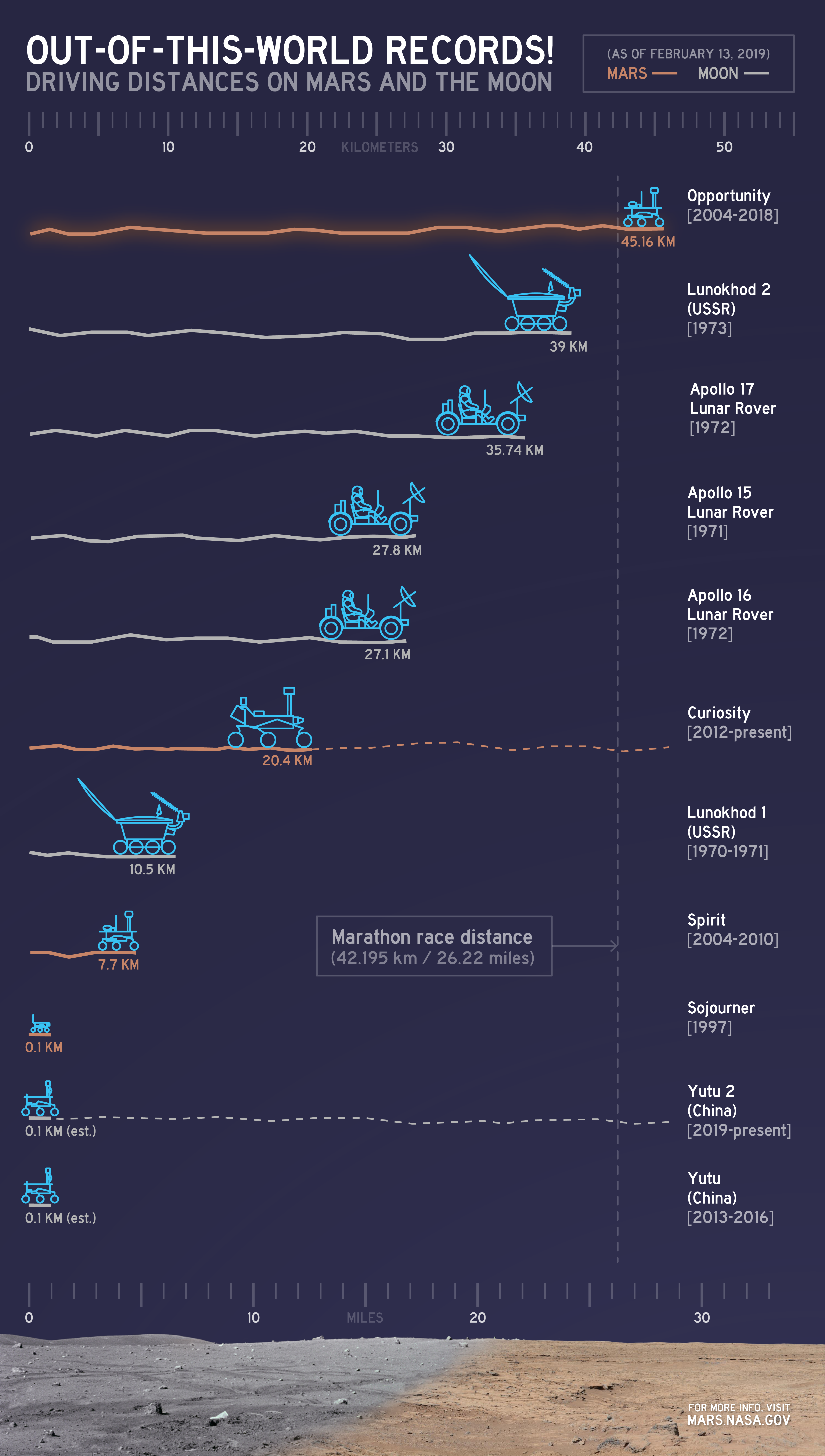
Відстані що було проїхано на Марсі та Місяці

Кожен автомобіль використовувався для трьох поїздок — по одній за кожен із трьох днів експедиції.
| Експедиція | Пробіг   | Загальний час | Найбільша відстань від місячного модуля |
| ---------- | -------- | ------------- | --------------------------------------- |
| Аполлон-15 | 27,76 км | 3 год 02 хв   | 5,0 км                                  |
| Аполлон-16 | 26,55 км | 3 год 26 хв   | 4,5 км                                  |
| Аполлон-17 | 35,89 км | 4 год 26 хв   | 7,6 км                                  |

Максимальна відстань всюдихода від місячного модуля обмежувалася ресурсами індивідуальних систем забезпечення астронавтів, яких повинно було вистачити для пішого повернення до модуля у випадку поломки всюдихода.
Після того, як місячні автомобілі та скафандри астронавтів продемонстрували свою надійність, це обмеження було пом'якшене під час останньої експедиції (Аполлон-17), що дозволило віддалитися від місячного модуля на максимальну відстань 7,6 км.

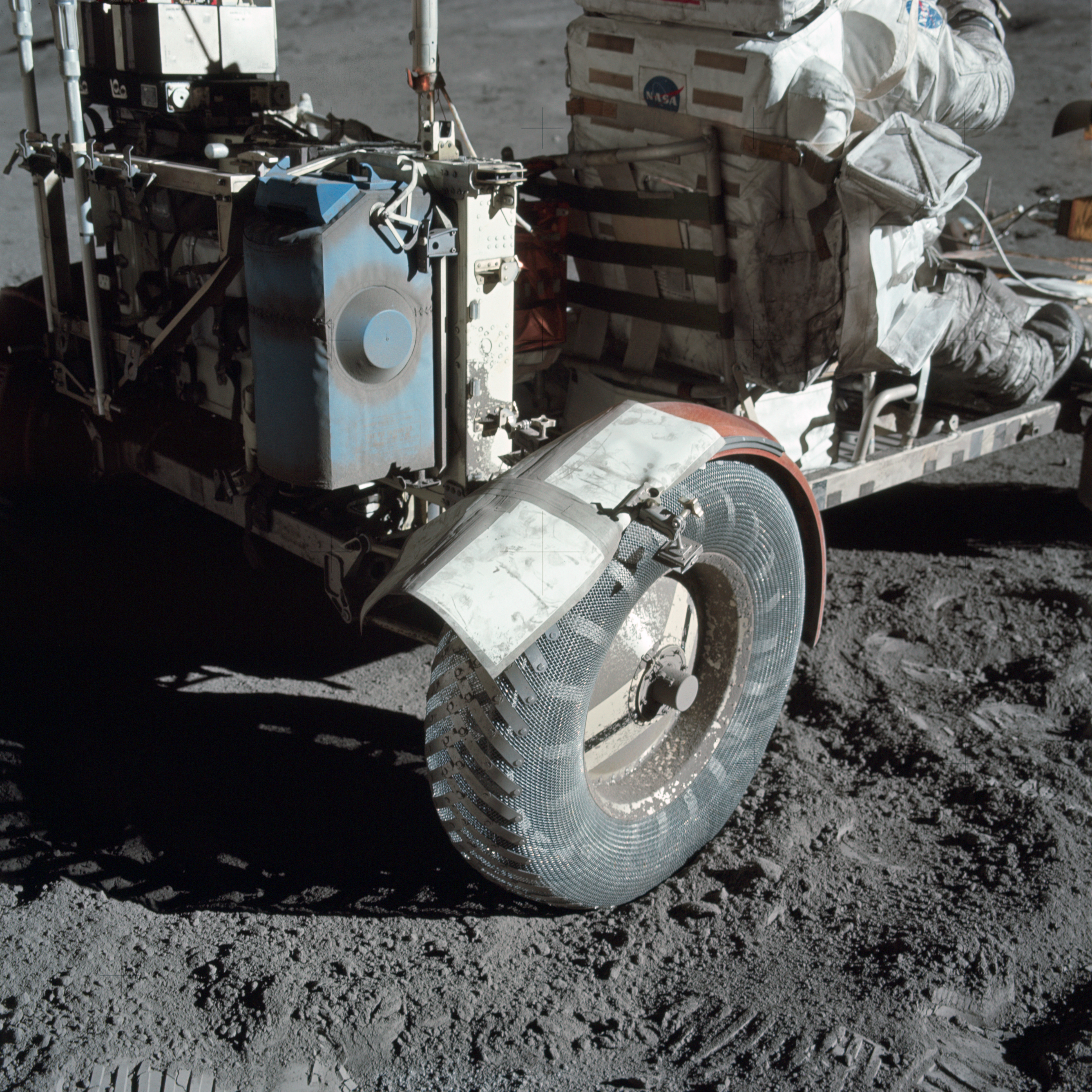
Пошкоджене крило місячного автомобіля (Аполлон-17)

В ході експлуатації LRV на Місяці астронавти зіткнулися із рядом труднощів. Так, під час експедиції Аполлон-16 при другому виході на ґрунт (місце — точка № 8) астронавт Янг випадково зачепив пиловий щиток транспортера та відірвав його. Пил, що викидався з-під колеса, обсипа́в астронавтів, консоль управління та обладнання радіозв'язку. Батареї почали нагріватися, і підвищилася витрата потужності. Ремонт, однак, не проводився.
Та ж сама деталь була відірвана в ході експедиції Аполлон-17 (Юджин Сернан зачепив її ручкою геологічного молотка). Астронавти закріпили її клейкою стрічкою, однак через пил стрічка трималася погано, і через годину щиток був остаточно втрачений. Транспортер знову засипало пилом. Було прийнято рішення усунути поломку власними силами. Астронавти зробили пиловий щиток з підручних матеріалів, використовуючи карти місцевості, клейку стрічку та зажими — фіксатори освітлювачів, зняті з місячного модуля. Карти зі слідами ерозії від місячного пилу були повернуті на Землю та експонуються в музеї National Air and Space Museum.
Встановлена на всюдиході кольорова телевізійна камера із 6-кратним об'єктивом-трансфокатором була оснащена електроприводом для повороту в горизонтальній та вертикальній площинах і зміни фокусної відстані, завдяки чому нею могли керувати не лише астронавти, але й оператор із Землі. Це значно розширило можливості зйомок, зокрема дозволило зняти старт місячного модуля з Місяця. Для такої зйомки всюдихід заздалегідь встановлювався на такій відстані від модуля, щоб він повністю потрапляв у поле зору камери. Оператор на Землі, орієнтуючись на телевізійну картинку з камери, керував її приводом, супроводжуючи зліт модуля. Хоча час старту був відомий із точністю до секунд, через помітно довге проходження сигналу по ланцюжку Місяць — Земля — Місяць оператору доводилося працювати з випередженням. Так, вертикальне панорамування доводилося починати, коли на телекартинці оператора модуль ще стояв на ґрунті. Це заважало зйомці, і через це в експедиціях Аполлон-15 та Аполлон-16 старт місячних модулів був знятий погано. Однак в експедиції Аполлон-17 старт місячного модуля був знятий успішно.

## Фотогалерея

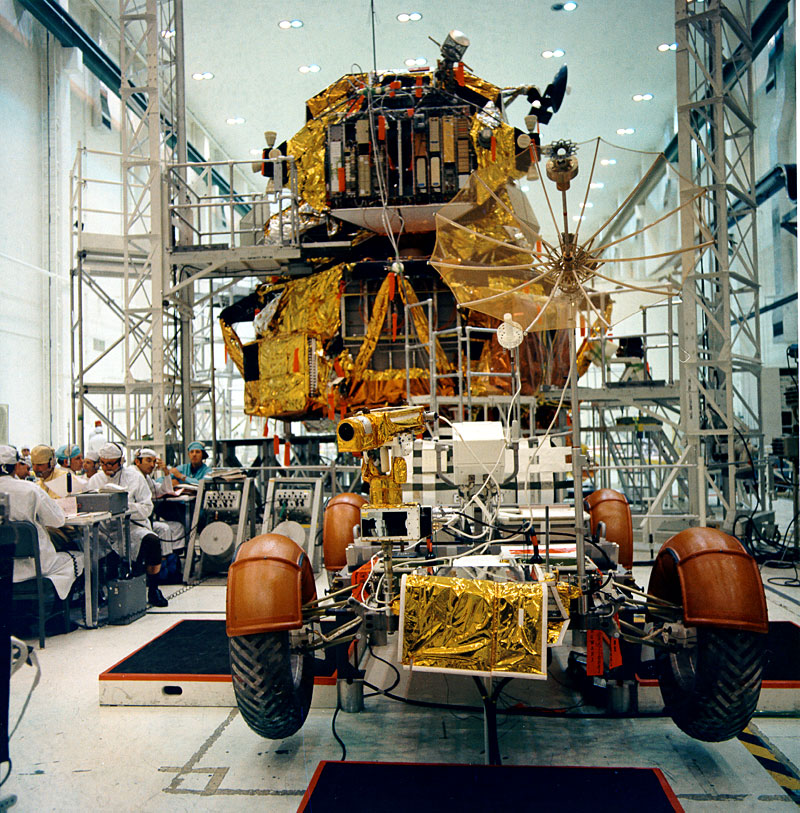
«Фалкон» (на задньому плані) та «Місячний Ровер» в процесі збірки в Космічному центрі імені Кеннеді
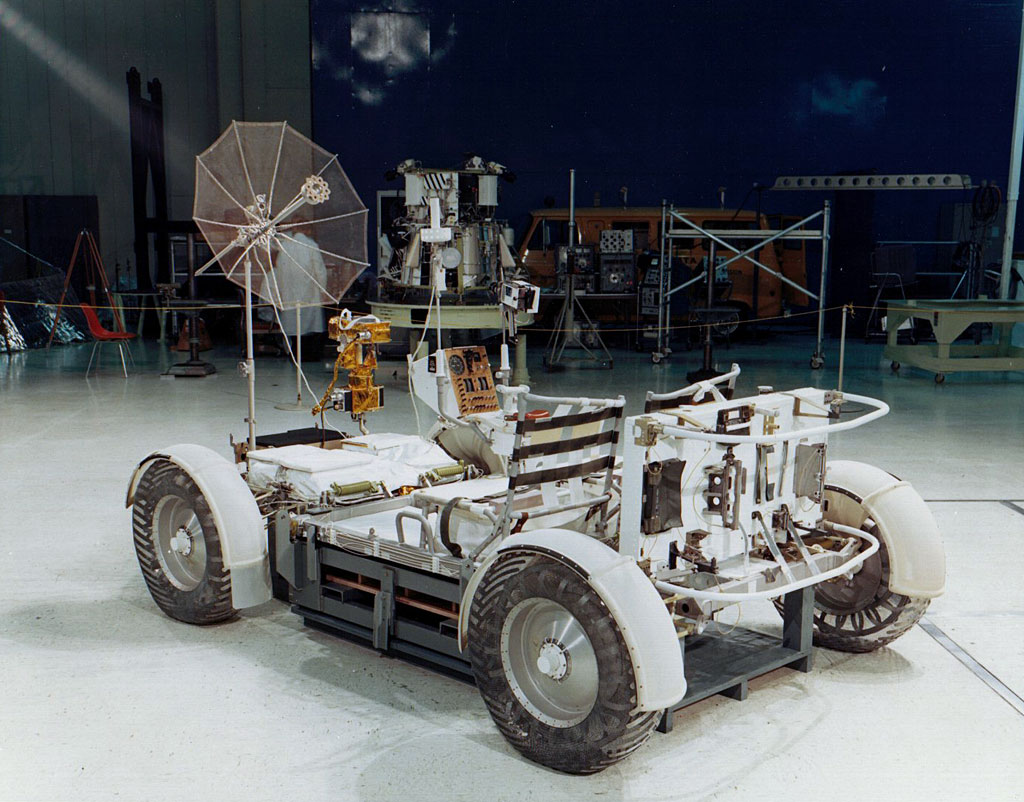
«Місячний Ровер» № 1 на заводі корпорації Boeing в Кенті, штат Вашингтон, перед самим відправленням у Космічний центр імені Кеннеді
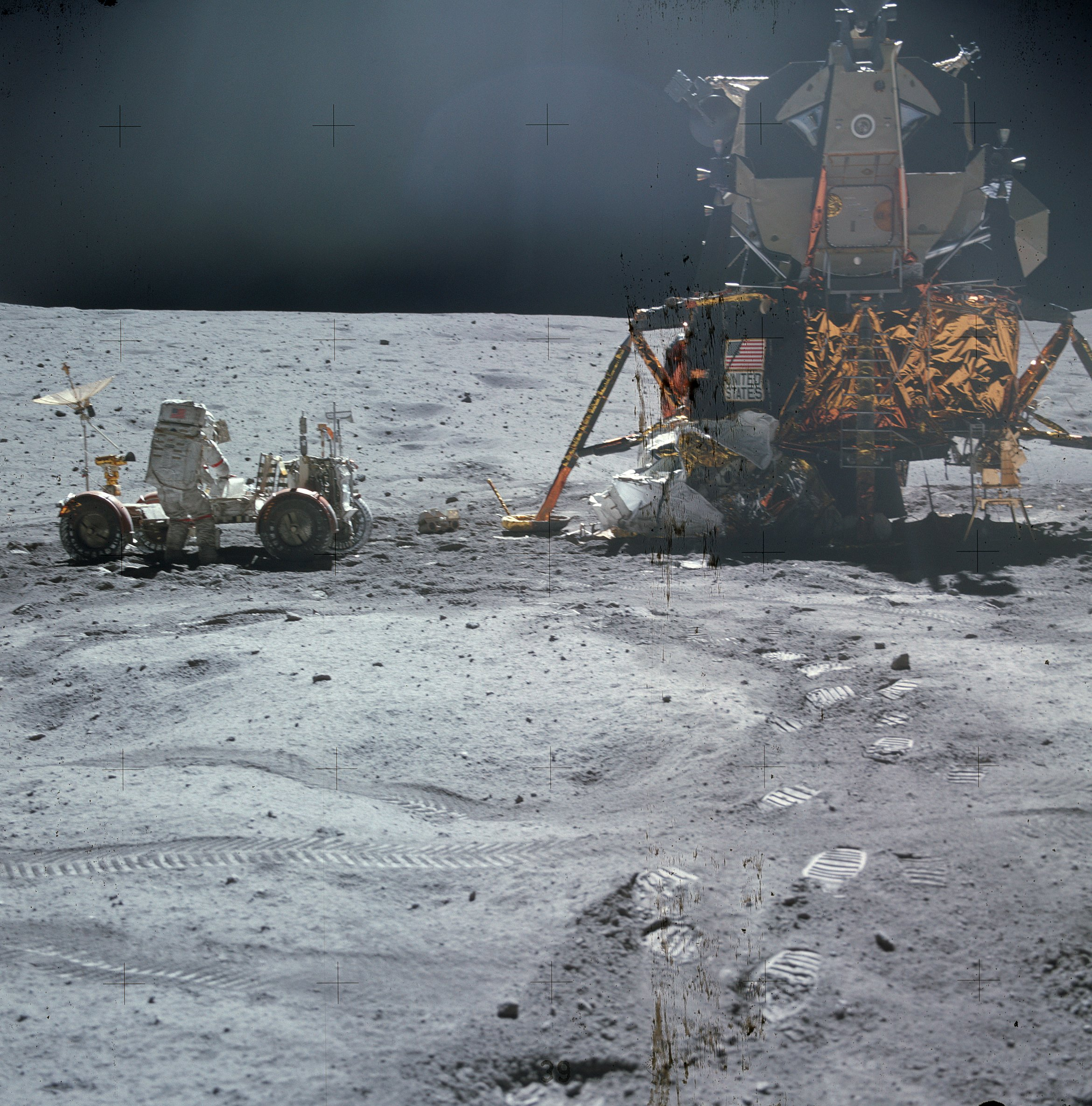
Експедиція «Аполлон-16». Джон Янг працює біля місячного автомобіля поряд із місячним модулем «Оріон». Квітень 1972 року
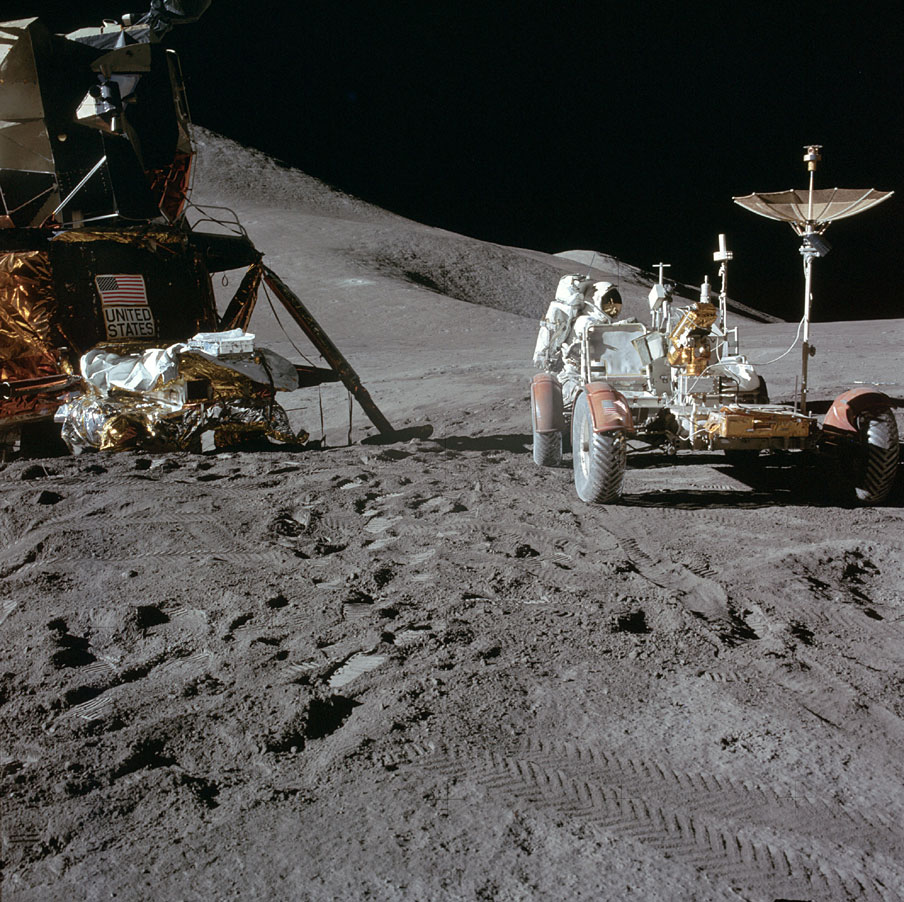
Джеймс Ірвін біля «Місячного Ровера»
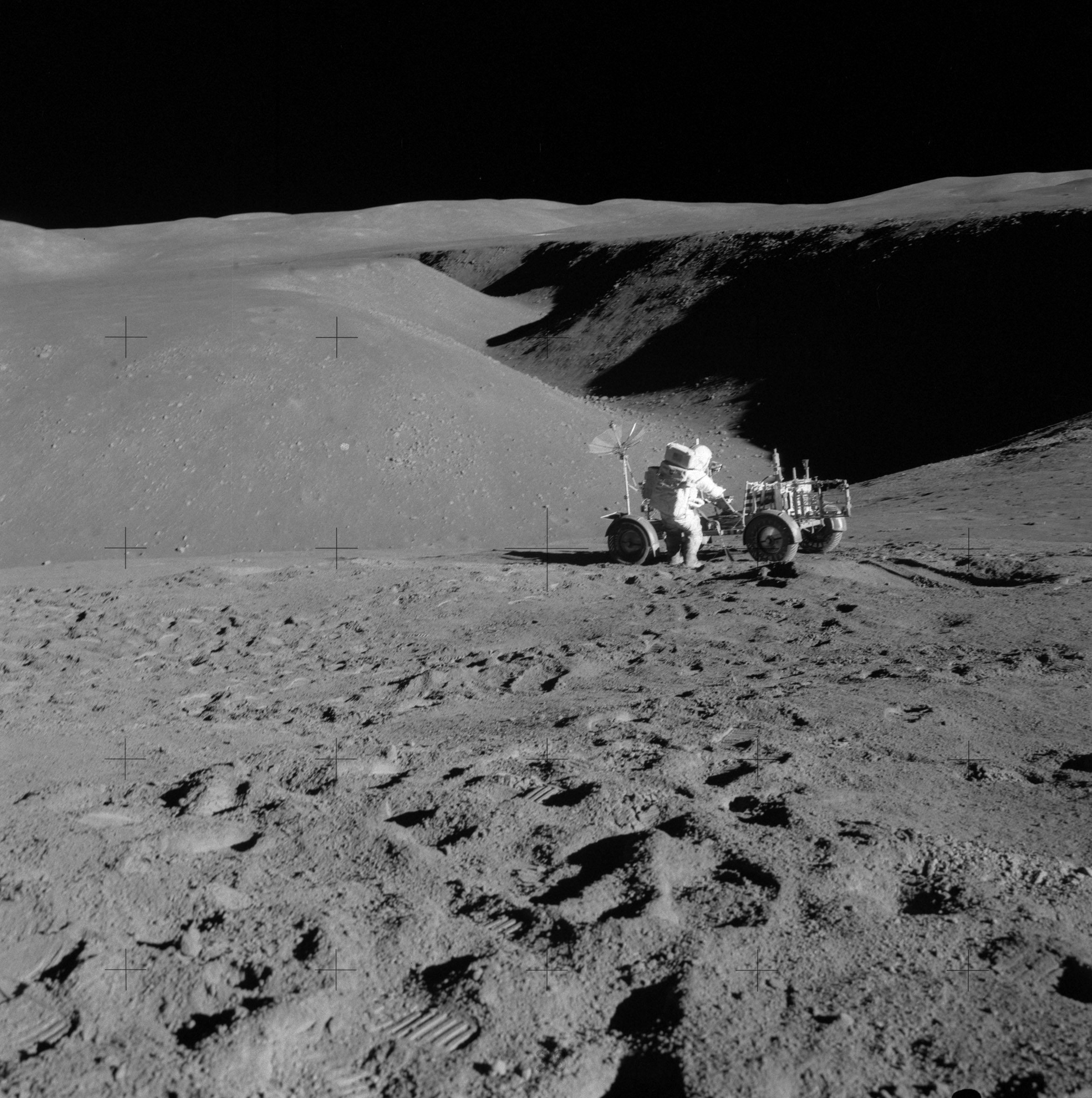
Девід Скотт і «Місячний Ровер» біля каньйону Хедлі Рілл
Експедиція «Аполлон-17»
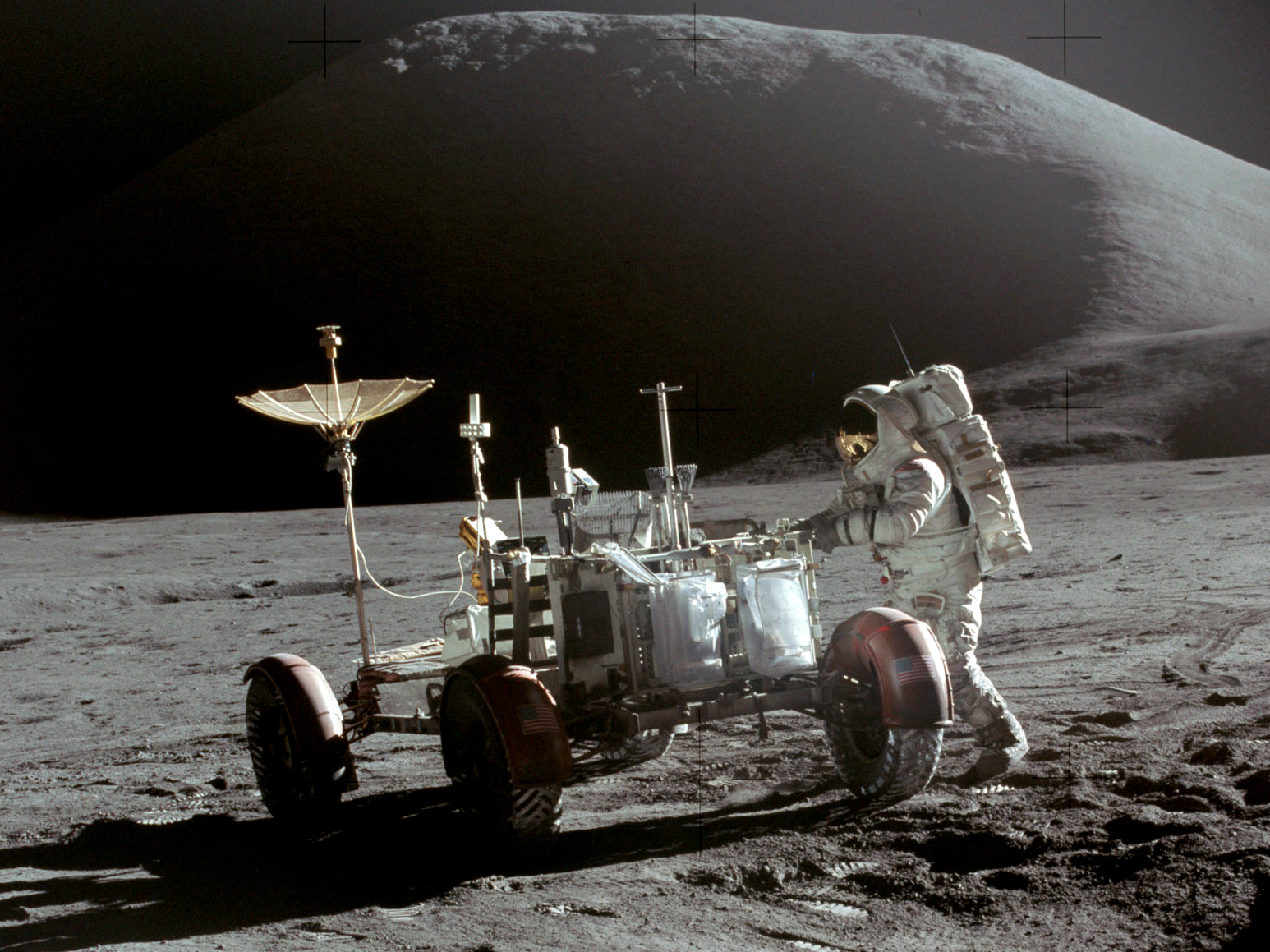
Експедиція «Аполлон-15». Джеймс Ірвін поряд з місячним автомобілем. 1971 рік
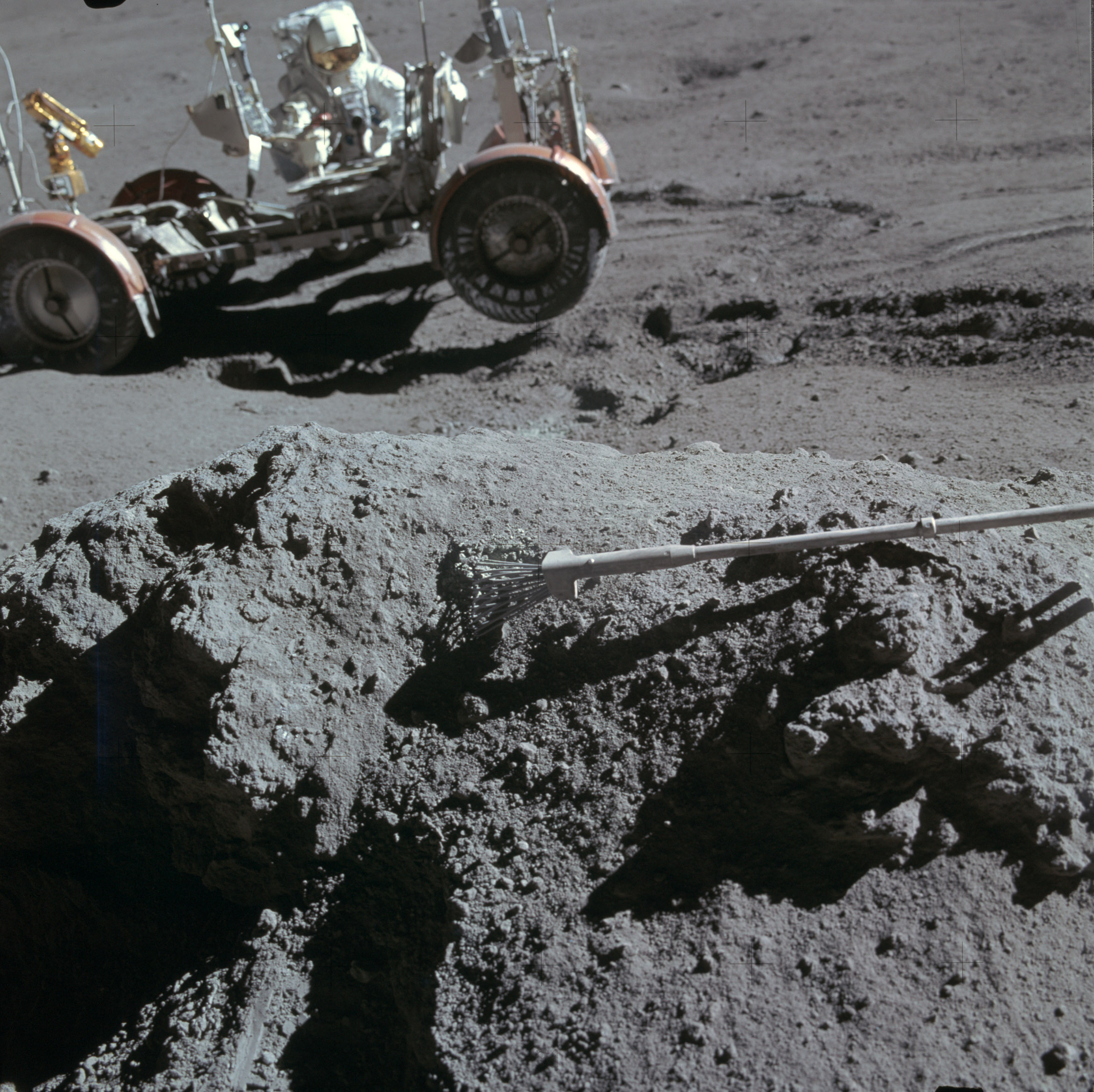
Джеймс Ірвін тримає «Місячний Ровер» біля «Зеленого валуна». Для калібрування Девід Скотт поклав на валун граблі-щипці
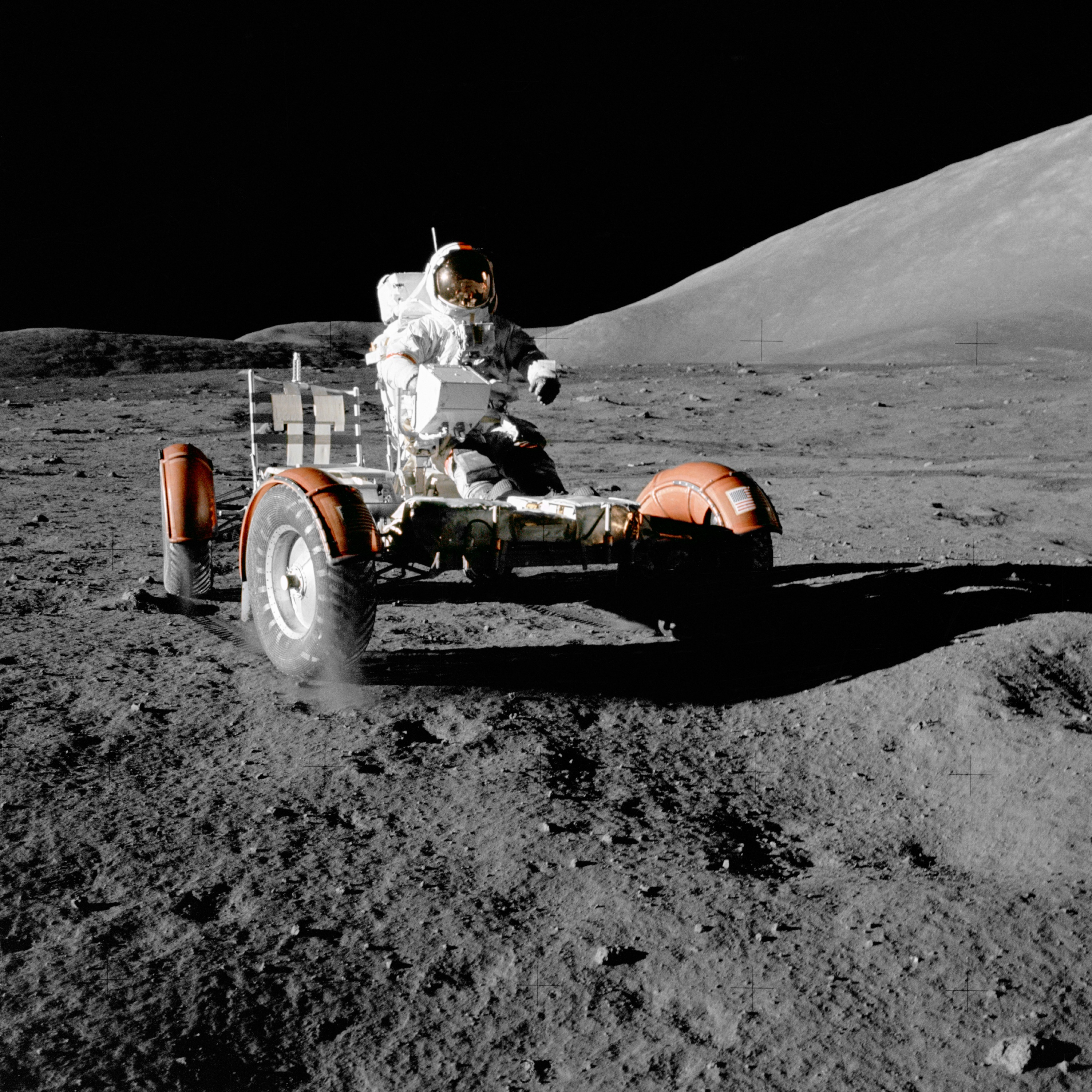
Експедиція «Аполлон-17». Юджин Сернан здійснює пробний заїзд на місячному автомобілі
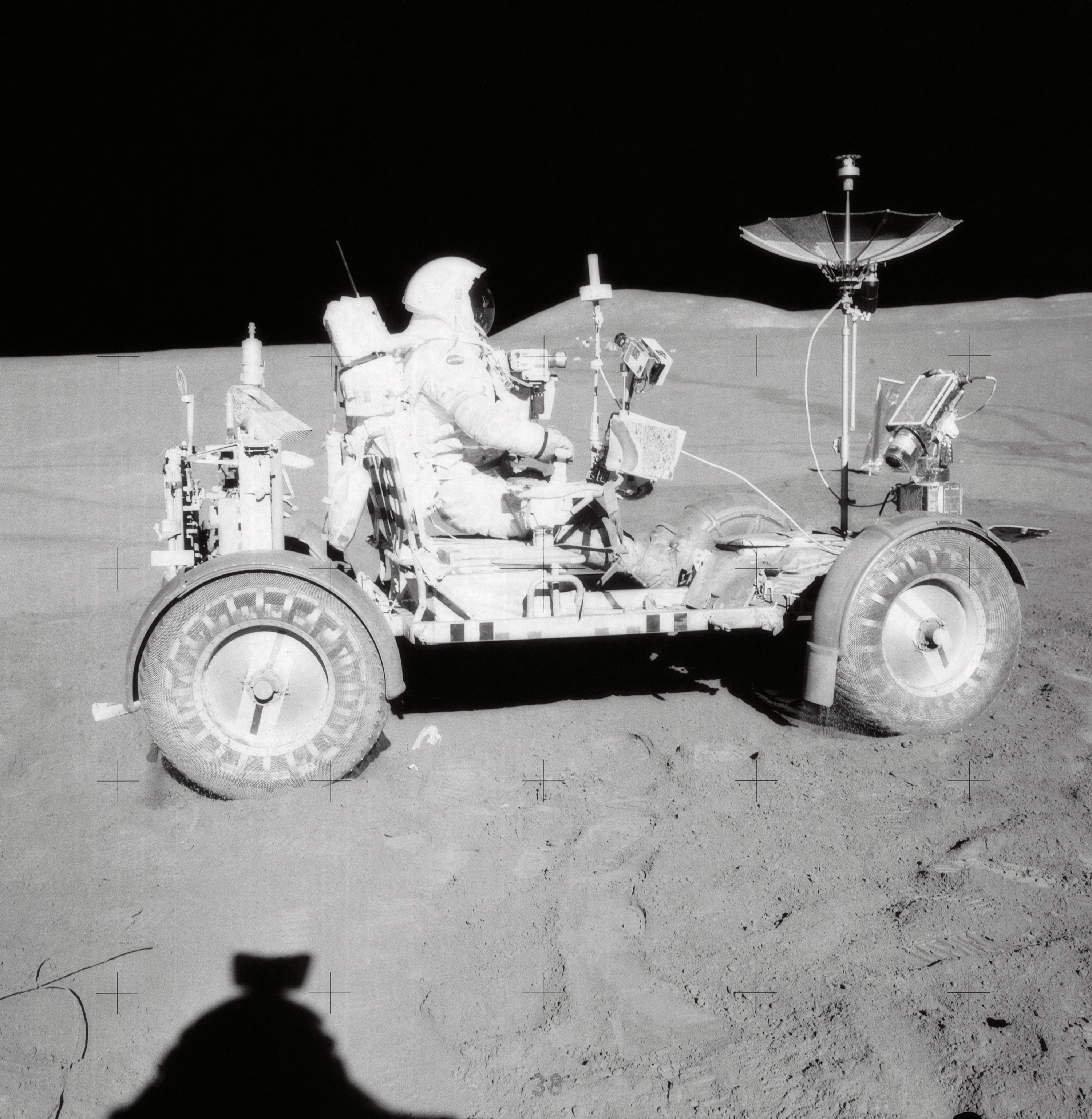
Місячний автомобіль, експедиція «Аполлон-15»

## Відео
- Девід Скотт та Джеймс Ірвін тренуються на Землі у використанні місячного автомобіля на «Аполлоні-15»
- Місячний автомобіль «Аполлон-15»
- Командир «Аполлона-16» Джон Янг керує місячним автомобілем
- Командир «Аполлона-16» Джон Янг  на місячному автомобілі